# Franz Anton Nöggerath

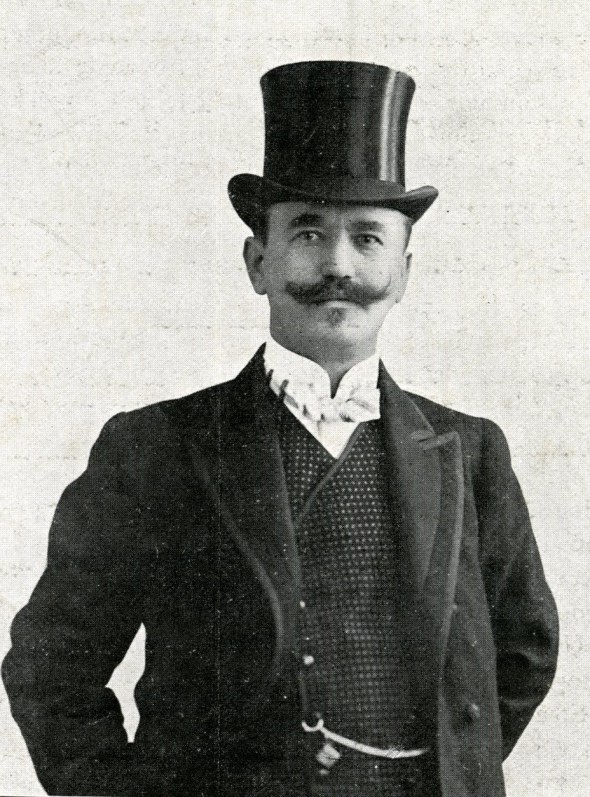
Franz Anton Nöggerath Sr. (1859–1908)

Franz Anton Nöggerath Sr. (kurz auch: Anton Nöggerath Sr.) (* 10. Oktober 1859 in Neheim; † 21. Dezember 1908 in Amsterdam) war ein deutschstämmiger Filmpionier der Niederlande. Er zeigte nicht nur als einer der ersten holländischen Theaterbetreiber Filme, sondern produzierte auch welche. Zudem errichtete er in Amsterdam das erste richtige Kino der Niederlande. 

## Biografie
Nöggerath zog 1880 von Köln nach Brüssel, von wo er im September 1891 weiter nach Amsterdam zog. Dort eröffnete er in der Warmoesstraat ein Kaffeehaus. Im Jahr darauf errichtete er in einer ehemaligen Kutschenremise in der Amstelstraat 26 das Variété Flora (bis zu einem Großbrand 1902 noch unter dem Namen „Café Flora“ oder auch „Café Concert Flora“). Dort zeigte er ab dem 25. Oktober 1896 mit der reisenden Filmvorführerin Madame Olinka (mit dem neuen Projektor von Hermann O. Foersterling) erstmals Stummfilme. Danach ließ er das Theater durch Zukauf der benachbarten Häuser 24 und 28 auf bis zu 1000 Sitzplätze erweitern. Er zeigte u. a. auch Filme von Oskar Messter.
Möglicherweise durch Messter, der bereits Vertreter der jungen britischen Filmfabrik Warwick Company für Deutschland und Österreich war, wurde Nöggerath auf den, gerade nach England übersiedelten, Anglo-Amerikaner Charles Urban (seinerseits Kind bayrisch-preußischer Einwanderer) aufmerksam. Nöggerath erwarb von Charles Urban den Urban Bioscope, ein von Urban und Walter Isaacs für die, in ihrer Gründung begriffenen, britischen The Warwick Trading Company entwickeltes Vorführgerät und Filmkamera. Dieses Gerät, wie auch der kurz danach erworbene, deutlich verbesserte Nachfolger „American Bioscope“, war auch der Namensgeber für Nöggeraths Unternehmen „The Royal Bioscope“ (anfänglich noch „American Bioscope“). Das Wort Bioscope wurde später als Deonym in der niederländischen Sprache für das Wort für Kino („Bioscoop“) übernommen. Nöggerath übernahm im Dezember 1897 die Vertretung Warwicks in den Niederlanden, Dänemark und Norwegen. Er verlieh und verkaufte Projektoren, Graphophone und Filme an andere Lichtspieltheater und zeigte Filme auch in Deutschland.
1899 begann Nöggerath unter dem Namen „Filmfabriek F.A. Nöggerath“ eigene Filme zu produzieren. Er richtete sich unter dem Dach seines Theaters ein Studio ein und drehte hier, neben Naturfilmen, seine ersten Kurzfilme. Sein wichtigster Beitrag war ein zeremonieller Film zum Tod von Koning Willem III mit dem Titel ’n Herinnering aan wijlen Z.M. Koning Willem III, een rijtoer makende door het Vondelpark te Amsterdam. Er filmte auch die Hochzeit von Königin Wilhelmina mit Heinrich zu Mecklenburg, was heute ein einzigartiges Zeitdokument darstellt (im EYE Filmmuseum). Auch mit einem Dokumentarfilm über den Zweiten Burenkrieg in Südafrika mit dem Titel De oorlog in Transvaal hatte er Erfolg. Er täuschte hierbei die Zuschauer, indem er ihnen vorgaukelte, das Filmmaterial stamme aus Afrika, obwohl er lediglich Löwen aus dem Amsterdamer Artis Zoo in seine Aufnahmen schnitt. Nach einem verheerenden Brand im Februar 1902  errichtete er nicht nur das Flora Theaters neu, sondern erwarb weitere Gebäude auf der rückwärtigen Seite des Theaters an der Herengracht 607 und baute dort, neben seiner privaten Wohnung, ein neues Filmstudio ein.

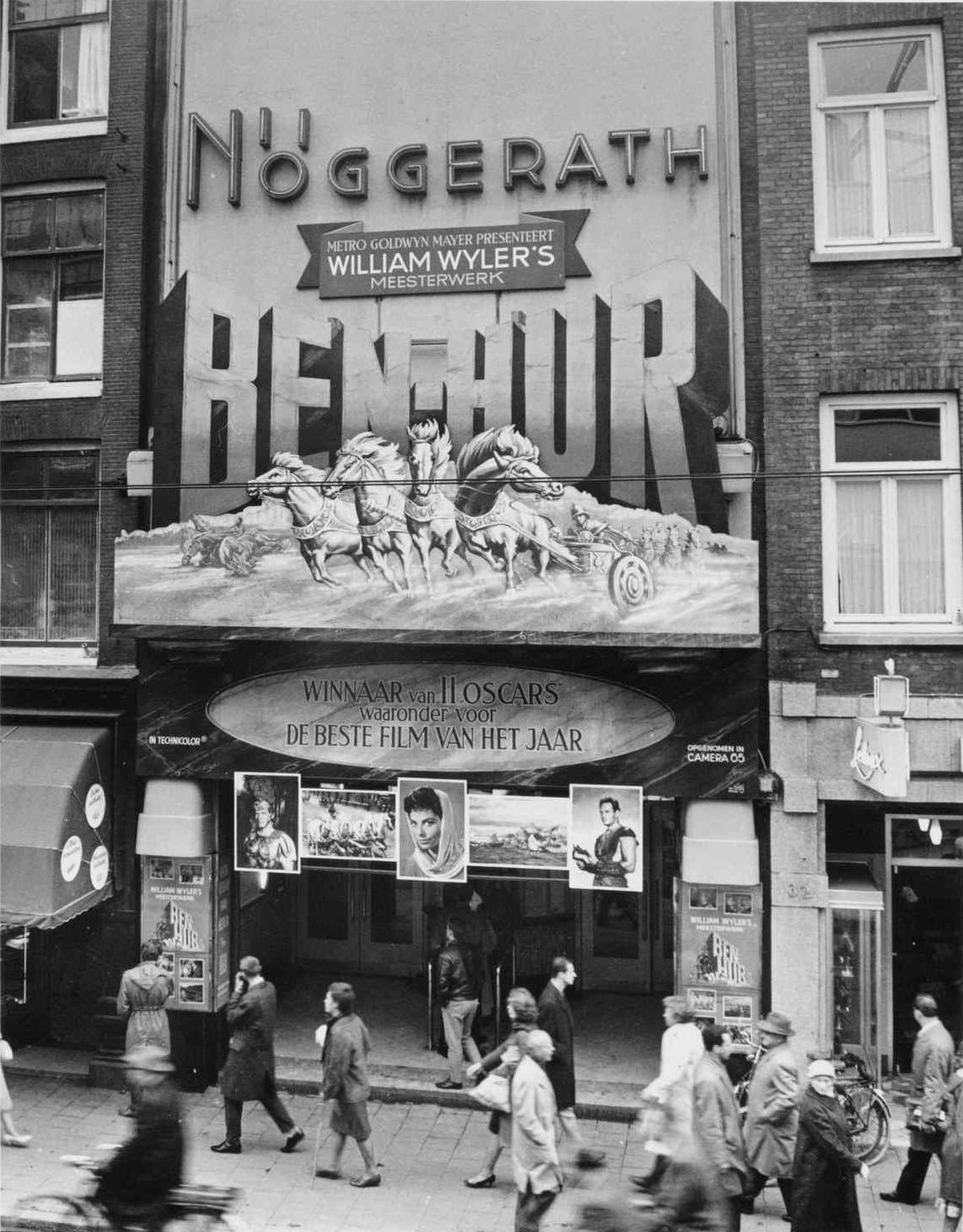
Das Nöggerath Kino, 1960

Anton Nöggerath Sr. zeigte nicht nur als eine der ersten Personen in den Niederlanden Filme, sondern machte als erster Einheimischer auch Filmaufnahmen von Amsterdam. Er war es auch, der am 7. September 1907 in der Reguliersbreestraat 34 das erste richtige Kino in den Niederlanden eröffnete. Das Lichtspieltheater, welches allerdings auch Varieté- und Theaterdarbietungen Platz bot, hatte 700 Sitzplätze und wurde noch bis 1983 betrieben; das Gebäude ist heute als Gastronomie und Foyer in den Tuschinski-Komplex eingebunden.

## Franz Anton Nöggerath Jr.
Nachdem Franz Anton Nöggerath Sr. 1908 im Alter von 49 Jahren in Amsterdam verstorben war, übernahm sein (ebenfalls in Neheim geborener) Sohn Franz Anton Nöggerath Jr. (1880–1940) die Geschäfte der „Filmfabriek F.A. Nöggerath“. Dieser erlernte zuvor das Filmhandwerk in London. In Sloterdijk richtete er 1911 am Haarlemerweg ein größeres Filmstudio ein, damit er die nunmehr nachgefragten längeren Spielfilme produzieren konnte, die auch ins Ausland verkauft werden sollten. Die Kosten uferten jedoch aus und Nöggerath Jr. musste 1913 den Betrieb aufgeben. Er verlagerte sich danach auf das Tourismusgewerbe. Während und auch wegen des Ersten Weltkriegs verlor Nöggerath die deutsche Staatsangehörigkeit. 1917 beantragte er die niederländische Staatsbürgerschaft, die ihm auch verliehen wurde. 1928 rutschte Nöggerath in die Pleite. Die Gemeinde Amsterdam zwang ihn, seinen Besitz, darunter das Flora Theater und das Nöggerath Kino, zu versteigern.
Rund 200 Filme aus der nöggerathschen Produktion sind im EYE Film Instituut Nederland erhalten.